# Альваро Пенья
Альваро Пенья (ісп. Álvaro Peña, нар. 11 лютого 1965, Санта-Крус-де-ла-Сьєрра) — болівійський футболіст, що грав на позиції нападника. Відомий за виступами в низці болівійських та закордонних клубів, а також у складі національної збірної Болівії. Після закінчення виступів на футбольних полях — болівійський футбольний тренер.

## Клубна кар'єра
Альваро Пенья народився у 1965 році в місті Санта-Крус-де-ла-Сьєрра. У дорослому футболі дебютував 1982 року виступами за команду «Реал Санта-Крус», в якій грав до 1986 року, взявши участь у 74 матчах чемпіонату. У 1987 році Пенья перейшов до складу клубу «Блумінг», у якому грав до 1989 року. З 1990 до 1992 року футболіст грав у складі клубу «Депортіво Сан-Хосе».
Згодом у 1993 році Альваро Пенья став гравцем чилійського клубу «Депортес Темуко», в якому грав до 1994 року. На початку 1995 року футболіст став гравцем колумбійського клубу «Кортулуа», втім протягом року повернувся на батьківщину до клубу «Болівар», де грав до кінця року. У 1996 році Пенья грав у іншому болівійському клубі «Реал Санта-Крус». Наступний рік футболіст провів у болівійському клубі «Дестроєрс», а в 1998 році грав також на батьківщині за «Орієнте Петролеро». У 1999 році Пенья грав за клуб «Зе Стронгест», та вже наступного року вдруге за кар'єру став гравцем «Болівара». Завершив ігрову кар'єру у команді «Марискаль Браун», за яку виступав протягом 2001—2002 років.

## Виступи за збірну
У 1987 році Альваро Пенья дебютував у складі національної збірної Болівії.
У складі збірної був учасником розіграшу Кубка Америки 1987 року в Аргентині, розіграшу Кубка Америки 1989 року у Бразилії, розіграшу Кубка Америки 1991 року у Чилі, розіграшу Кубка Америки 1993 року в Еквадорі, чемпіонату світу 1994 року у США, розіграшу Кубка Америки 1995 року в Уругваї.
Загалом протягом кар'єри в національній команді, яка тривала до 1996 року, провів у її формі 43 матчі, забивши 4 голи.

## Кар'єра тренера
Альваро Пенья розпочав тренерську кар'єру в 2004 році в болівійському клубі «Орієнте Петролеро». У 2006—2007 роках він тренував болівійські клуби «Дестроєрс» та «Блумінг». У 2007—2013 роках Пенья був тренером юнацької команди київського «Динамо». Протягом 2014 року колишній футболіст тренував на батьківщині клуби «Гуабіра» і «Депортіво Сан-Хосе». У 2017—2018 роках Альваро Пенья був головним тренером клубу «Хорхе Вільстерман», після чого в 2019—2021 роках був асистентом головного тренера клубу «Реал Санта-Крус». До кінця 2021 року Пенья тренував болівійські клуби «Насьйональ» (Потосі) і «Реал Томаяпо». У 2022 році Альваро Пенья знову був головним тренером клубу «Хорхе Вільстерман». У 2023 році Пенья став головним тренером клубу «Індепендьєнте Петролеро».

## Титули і досягнення
- Кращий бомбардир чемпіонату Болівії: 1992 (32 голи)